# Świstunka północna

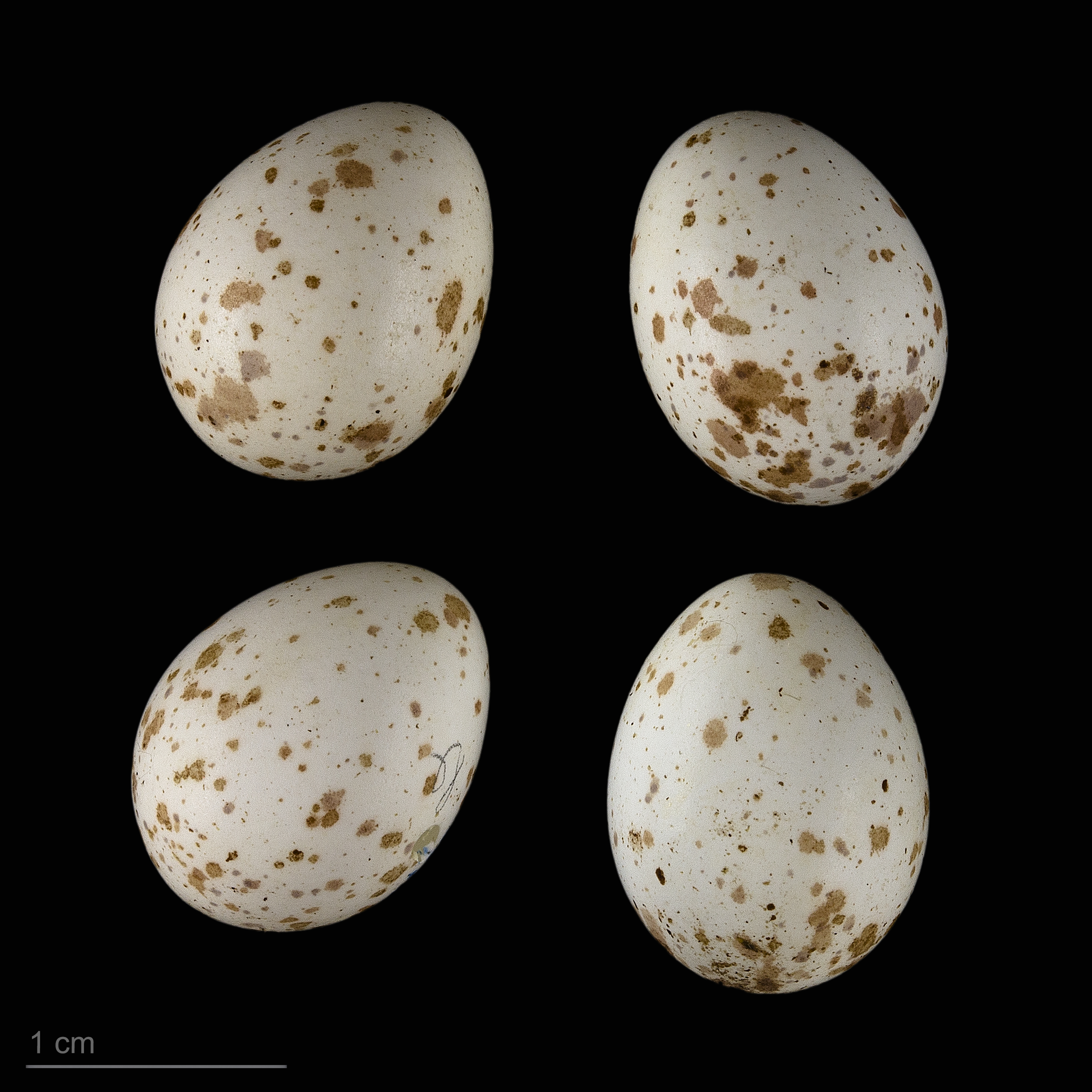
Jajka Phylloscopus borealis

Świstunka północna (Seicercus borealis) – gatunek małego wędrownego ptaka z rodziny świstunek (Phylloscopidae), wcześniej zaliczany do pokrzewkowatych (Sylviidae).

## Zasięg występowania
Świstunka północna zamieszkuje północną Eurazję (od północnej części Półwyspu Fennoskandzkiego po Półwysep Czukocki, a na południu po Mongolię i północno-wschodnie Chiny) oraz zachodnią Alaskę. Zimuje w południowo-wschodniej Azji, w tym na wyspach Indonezji, Filipin oraz na Tajwanie. Do Polski zalatuje wyjątkowo – odnotowano dotąd zaledwie trzy wrześniowe stwierdzenia – w 1986, 2013 i 2021.

## Systematyka
Gatunek jest obecnie uznawany za monotypowy. Wcześniej wyróżniano podgatunki: Seicercus borealis borealis i Seicercus borealis kennicotti. Kolejne dwa taksony zaliczane dawniej do S. borealis klasyfikowane są obecnie jako oddzielne gatunki: świstunka kamczacka (Seicercus examinandus) i świstunka japońska (Seicercus xanthodryas).
Część badaczy zalicza świstunkę północną do rodzaju Phylloscopus.

## Morfologia
Ptak ten wielkością i wyglądem przypomina wójcika. Najważniejszym podobieństwem do innych świstunek jest rysunek na skrzydle: jasne paski (jeden lub dwa) na końcach dużych i średnich pokryw, na końcach lotek drugiego rzędu i trzeciego rzędu nie występują jasne elementy. Sylwetka ptaka wydłużona, większa i masywniejsza od piecuszka, wysmukła z ogonem wystającym poza koniec skrzydła i mocnymi nogami. Dziób dość duży, silny, gruby u nasady; wierzch głowy oliwkowozielonkawoszary, nieco ciemniejszy niż grzbiet. Najjaśniejszą częścią tułowia jest kuper, jednak nie jest on kontrastowy w stosunku do grzbietu i pokryw nadogonowych.
Długość ciała 12–13 cm, masa ciała 7,5–15 g.

## Ekologia i zachowanie

### Biotop
Ptak ten zamieszkuje strefę tajgi i obrzeża tundry. Zwykle przebywa w dość otwartych lasach iglastych (ale też liściastych z brzozą, topolą i wierzbą), w gęstym podszycie oraz w skupiskach wierzb karłowatych w wilgotnych dolinach. Może wyprowadzać lęgi nawet do wysokości 2500 m n.p.m. w zaroślach powyżej górnej granicy lasu. Często gniazduje w pobliżu wody. Ptaki migrujące przebywają powyżej 1800 m n.p.m. zarówno na obszarach zalesionych, jak i krzewiastych. Na zimowiskach świstunka północna występuje głównie poniżej 1800 m n.p.m., na polanach lasów mieszanych, obrzeżach lasów deszczowych, w zadrzewieniach wtórnych i lasach nadrzecznych. Często przebywa również na obrzeżach obszarów uprawnych, w ogrodach i namorzynach.

### Pożywienie
Żywi się głównie owadami, takimi jak chrząszcze, komary, muchy, pluskwiaki czy jętki, oraz ich larwami. Zjada również pająki, małe ślimaki i skorupiaki.

### Zachowanie
Ptaki tego gatunku są bardzo ruchliwe, żerują wewnątrz koron drzew i górnej części krzewów. Zganiając pokarm z liści i gałązek podlatuje za owadami, chwyta je w locie i siada z powrotem na miejscu, skąd wystartowała. Niekiedy zawisa na chwilę w locie przy liściach, by prędko schwytać zdobycz.

### Śpiew
Świstunka północna wydaje dwa różne głosy, które są odmienne od głosów pozostałych świstunek. Pierwszy głos to bardzo krótkie ćwierknięcie nieprzekraczające 0,1 sekundy, wysokie i szorstkie, twardo brzmiące: „dzrt”, „tzjt”, może kojarzyć się z krótkimi sygnałami trznadla. Drugi głos to suchy i delikatny terkot składający się z dźwięków „tr” zwalniający ku końcowi, trwa od 0,3 do 1,5 sekundy i zawiera od 6 do 30 pojedynczych stuknięć. Wędrujące jesienią świstunki północne mogą się wcale nie odzywać, z tego powodu opisane dźwięki należą do rzadkości.

### Rozród
Sezon lęgowy trwa od końca czerwca do sierpnia. Świstunka północna wyprowadza jeden lęg w sezonie. Gniazduje na ziemi, często pod gęstymi krzewami na omszałej ziemi lub w naturalnej szczelinie, wśród korzeni drzew lub w kępach traw. Budową gniazda zajmuje się samica. Ma ono kształt kopuły z bocznym wejściem, wykonane jest z trawy, chwastów, mchu, liści, a wyściółkę stanowi drobniejsza trawa.
Samica składa 5–7 białych jaj z drobnymi brązowymi kropkami. Wysiaduje przez 11–13 dni. Pisklęta są karmione przez oboje rodziców. Młode są w pełni opierzone 12–14 dni po wykluciu, ale jeszcze przez dwa tygodnie są zależne od pożywienia dostarczanego przez rodziców.

## Status i ochrona
IUCN uznaje świstunkę północną za gatunek najmniejszej troski (LC, Least Concern). Organizacja BirdLife International w 2015 roku szacowała liczebność populacji europejskiej na 3,7–7 milionów par lęgowych. Liczebność światowej populacji prawdopodobnie mieści się w przedziale 10–500 milionów dorosłych osobników. Globalny trend liczebności populacji uznawany jest za wzrostowy.
Na terenie Polski gatunek ten jest objęty ścisłą ochroną gatunkową.